# Фарнета (Козенца)
Фарнета је насеље у Италији у округу Козенца, региону Калабрија.
Према процени из 2011. у насељу је живело 138 становника. Насеље се налази на надморској висини од 877 м.